# Totone da Campione
Totone da Campione, noto anche come Todone da Campiglione (Campione d'Italia, ... – dopo il 777), è stato un nobile longobardo.

## Biografia
Totone nacque presumibilmente a Campione nell'VIII secolo, da Arete. Apparteneva ad una famiglia di ricchi possidenti locali di stirpe longobarda.
L'8 maggio 777, poco prima di morire, si recò a Milano dove scrisse un testamento nel quale ordinava la trasformazione della sua dimora di Campione in un ospedale dei poveri o xenodochio, assegnandogli tutti i suoi beni. Per sua volontà, sia l'ospedale che i beni sarebbero dovuti passare sotto il controllo dell'arcidiocesi di Milano, allora retta dall'arcivescovo Tomaso. Gli obblighi del prelato o dell'eventuale prevosto da lui nominato sarebbero consistiti nella donazione di cibo a dodici poveri ogni venerdì e sia il mercoledì che il venerdì durante la Quaresima nonché di duecento libbre d'olio all'oratorio di San Zenone di Campione, affinché di notte ardessero sempre quattro lampade e una di giorno e che il 12 aprile, durante la festa del santo, sarebbe dovuta essere illuminata ancora di più e si sarebbe dovuto offrire il pranzo al prevosto, ai sacerdoti e a tutti i poveri che fossero accorsi alla solennità. Volle che si donassero venti libbre d'olio alla basilica di Sant'Ambrogio e dieci libbre ciascuna alle basiliche di San Nazaro in Brolo, San Vittore al Corpo e San Lorenzo Maggiore. Volle infine che i suoi servi diventassero aldioni sotto tutela dell'ospedale con l'assegnazione di un solido e che tutti gli uomini liberi che si erano obbligati a lavorare nelle sue proprietà lavorassero ora per l'ospedale a sue spese.
Il testamento di Totone fece diventare Campione un feudo dell'arcidiocesi di Milano per nove secoli, staccandola dalla diocesi di Como, ne cambiò inoltre il suo status giuridico poiché si venne a costituire un'isola giurisdizionale riconosciuta dal Sacro Romano Impero.